# Pieve di Sant'Ambrogio (Uscio)
La pieve di Sant'Ambrogio è un luogo di culto cattolico situato nel comune di Uscio, in via Roma, nella città metropolitana di Genova.
Dal 17 dicembre 1920 la pieve è stata inserita tra i monumenti nazionali italiani. Attiguo al complesso romanico è presente l'ottocentesca chiesa parrocchiale omonima.

## Storia

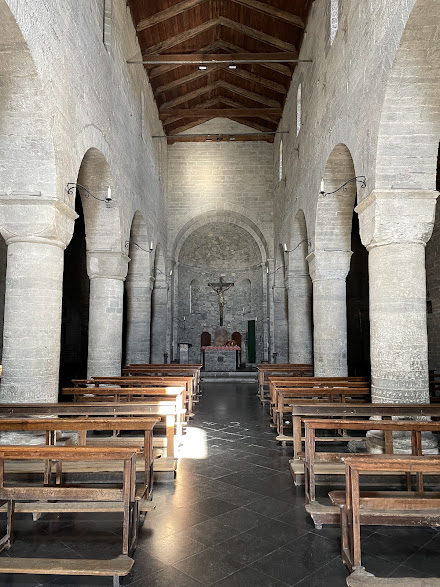
La navata interna

Secondo le fonti storiche, attestate in numerosi documenti cartacei, la sua fondazione è risalente tra il VI e VII secolo quando a Genova si stabilirono i vescovi di Milano. A quell'epoca, infatti, la curia milanese si rifugiò in Liguria, dominata ancora dai Bizantini, e proprio tra Uscio e Rapallo fondò antiche pieve ambrosiane; la pieve di Sant'Ambrogio di Uscio è infatti una delle quattro erette a Recco, Camogli e Rapallo.
Dell'antica struttura originaria non rimangono però ad oggi importanti e significative tracce della sua esistenza, persino la sua ubicazione in loco è ancora oggi incerta, e l'attuale edificio è invece una rivisitazione dell'XI secolo in stile romanico. L'opera di edificazione potrebbe essere stata effettuata da maestranze liguri o lombarde.
Un successivo intervento ampliativo si attuò nel corso del XVIII secolo quando fu sfondata la parte absidale e quindi la creazione di un nuovo presbiterio con coro semicircolare.
L'antico edificio rischiò una programmata demolizione nel 1893 a seguito della decisione di edificare una nuova chiesa parrocchiale, ma l'intervento diretto dell'Ufficio Regionale per la Conservazione dei Monumenti, retto dal noto architetto Alfredo d'Andrade, scongiurò tale ipotesi erigendo a fianco l'odierno edificio parrocchiale.

## Descrizione

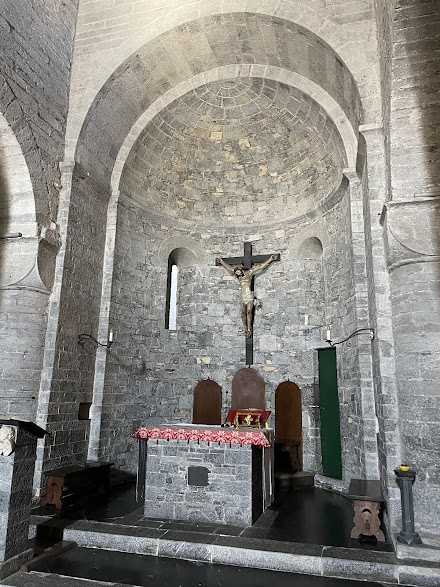
L'altare maggiore

Importanti lavori conservativi furono avviati nel corso degli anni cinquanta e sessanta del XX secolo che eliminarono dalle navate le sovrastrutture di architettura barocca e ricostruendo l'originario abside, riportando quindi la struttura all'antica origine in stile romanico. Nel restauro fu invece mantenuto il presbiterio del XVIII secolo ancora oggi ben visibile. L'apertura ufficiale della pieve al culto religioso avvenne il 12 giugno del 1976.
La pianta dell'edificio si presenta di tipo basilicale a tre navate con la divisione interna mediante colonne con plinto quadrato e base modanata e da sferici-cubici capitelli. Secondo i canoni tipici dell'architettura lombarda è l'attiguo campanile inserito nella prima campata della navata destra.